# Colastes brevipetiolatus
Colastes brevipetiolatus är en stekelart som beskrevs av Vladimir Ivanovich Tobias 1986. Colastes brevipetiolatus ingår i släktet Colastes och familjen bracksteklar. Inga underarter finns listade i Catalogue of Life.